# Tilst-sagen
Tilst-sagen omhandler to politibetjentes skud efter seks biltyve i Århus-forstaden Tilst natten til den 29. december 2001. Skuddene dræbte to af biltyvene, Lars Wølch Jørgensen og Claus Nielsen. 
Efterfølgende forklarede betjentene i den officielle politirapport, at de unge tyve forsøgte at køre dem ned, og at de derfor handlede i nødværge. Forklaringen godtages af både Statsadvokaten og Rigsadvokaten, der således frikender betjentene for strafansvar. Siden har de pårørende, anført af Stig Wølch Jørgensen, arbejdet på at få rejst en retssag, hvor betjentene tiltales for manddrab. De pårørende mener, at politiet lyver om begivenhederne op til skyderiet.
27. august 2007 kom det frem, at Vestre Landsret har besluttet sig for at behandle en sag, som de pårørende har anlagt mod Justitsministeriet og politimesteren i Århus. Sagen handler om, hvorvidt det ifølge den Den Europæiske Menneskerettighedskonvention er lovligt at nægte at prøve lovligheden af de dræbende skud ved retten. Såfremt de efterladte vinder, skal der rejses tiltale mod de to skydende betjente. Som følge af sagen får offentligheden indblik i en række forklaringer og tekniske beviser. 
I november 2018 lancerede DR's P1 Dokumentar en podcast-serie om Tilst-sagen med titlen "Skud i sneen". 

## Lukket hjemmeside
Stig Wølch Jørgensen har tidligere forsøgt få politiet til anlægge en injuriesag imod ham. Indtil videre har politiforbundet lukket Tilst-sagen.dk samt to identiske hjemmesider via et fogedforbud. Der findes derfor ikke pt. en aktiv hjemmeside, hvor der kan læses om sagen.

## Eksterne links
- Mindeside på mindet.dk om Lars Wølch Jørgensen
- Tilst-sagen på Denmarkonline.dk Arkiveret 1. september 2006 hos  Wayback Machine
- Stig Wølch Jørgensens hjemmeside om sagen (Webside ikke længere tilgængelig)
- P1 Dokumentar: Skud i sneen